# Fortunato Cerlino
Fortunato Cerlino (Naples, 17 juin 1971) est un acteur italien, notamment connu pour son rôle du mafioso Don Pietro Savastano dans la série italienne Gomorra et la série américaine Hannibal.

## Filmographie partielle

### Cinéma
- 2009 : Fortapàsc de Marco Risi : conseillé communal
- 2016 : Inferno de Ron Howard : le gardien du musée
- 2017 : Una famiglia de Sebastiano Riso : Dott Minerva
- 2021 : Diamante (Dietro la notte) de Daniele Falleri (it) : Bruno
- 2022 : Lamborghini (Lamborghini: The Man Behind the Legend) de Robert Moresco
- 2023 : The Palace de Roman Polanski : Tonino
- 2024 : In the Hand of Dante de Julian Schnabel

### Télévision
- 1996 : Un posto al sole
- 2013 : Hannibal : Rinaldo Pazzi
- 2014 : Gomorra : Don Pietro Savastano
- 2016 : Les Médicis : Maîtres de Florence : Mastro Bredani
- 2018 : Britannia : Vespasien